# Lord Farquaad
Lord Maximus Farquaad – fikcyjna postać z filmów animowanych Shrek i Shrek 3-D.
Lord Farquaad jest niskiego wzrostu władcą Dulocu. Chciał się ożenić z królewną Fioną. Zorganizował on turniej rycerski chcąc wyłonić wojownika, który za niego uwolni królewnę z zamku Smoczycy. Turniej wygrywa niespodziewanie tytułowy bohater filmu Shrek, który otrzymuje to zadanie. Farquaad poznaje królewnę i organizuje ślub, który zostaje przerwany przez Shreka. Ogr zakochany z wzajemnością we Fionie ratuje ją przed małżeństwem z lordem. Farquaad ginie zjedzony przez Smoczycę.
W filmie Shrek 3-D powraca z zaświatów jako duch, gdzie zostaje ostatecznie zniszczony przez ogień Smoczycy.